# محمد هاشم اورتاق
محمد هاشم اورتاق (زاده ۱۳۳۴ ولسوالی خواجه سبزپوش ولی ولایت فاریاب) سیاستمدار افغانستان و نماینده مردم ولایت فاریاب در دوره شانزدهم مجلس نمایندگان است. وی در مجلس شانزدهم نمایندگان افغانستان عضو کمیسیون مواصلات، مخابرات، امور انکشاف شهری، تهیه مسکن، تهیه آب و برق و امور شاروالی‌ها می‌باشد.

## زندگی‌نامه
محمد هاشم اورتاق زاده ۱۳۳۴ از ولسوالی خواجه سبزپوش ولی ولایت فاریاب می‌باشد. ایشان تحصیلات ابتدایی و متوسطه خود را در مکتب ده نوی ولسوالی خواجه سبزپوش ولی به پایان رسانید و توانست مدرک لیسانس خود را در رشته برق از دانشگاه کابل در سال ۱۳۵۹ بدست آورد. وی سال‌های در بخش امنیتی مشغول به فعالیت بود و یکی از اعضای حزب جنبش ملی اسلامی افغانستان به رهبری عبدالرشید دوستم بود و بعدها از این حزب کناره گیری کرد.

## دیگر فعالیت‌ها
دیگر فعالیت‌های ایشان:
- کارمند شرکت هواپیمایی آریانا.
- عضو شورای ولایتی فاریاب.
- کارمند در بخش‌های مختلف امنیتی ولایات فاریاب٬ غزنی٬ کابل٬ فراه.
- رئیس امنیت ملی فاریاب (۱۳۸۱-۱۳۸۳).
- سناتور در دوره پانزدهم شورای ملی افغانستان.